# Мюллерів канал

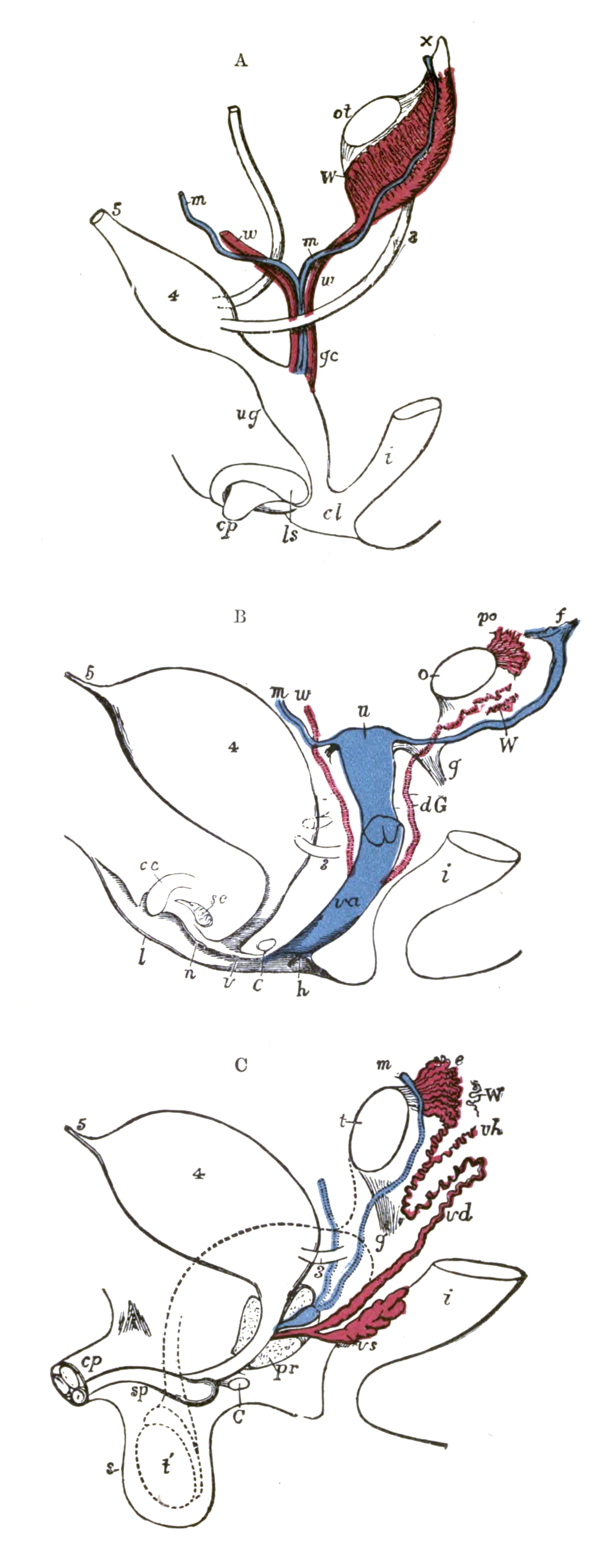
Мюллерові канали (позначені синім): утворення каналів (зверху), розвиток у жіночих ембріонів (у центрі), редукція у чоловічих ембріонів (знизу). Малюнки з «Анатомії Грея»

Мю́ллерів кана́л, парамезонефра́льний кана́л (лат. ductus Mulleri, ductus paramesonephricus) — ембріональне утворення у зародків хребетних. Названі на честь німецького біолога Йоганна Мюллера, який уперше описав їх. Інші назви: мюллерова протока, мюллерів хід, жіноча протока, парамезонефральна (парамезонефрична) протока.

## У людини
Мюллерові канали людини — два канали зі зрослою дистальною частиною, які утворюються наприкінці другого місяця внутрішньоутробного розвитку з жолобків целомічного епітелію, паралельних мезонефричним (Вольфовим) каналам. Епітелій, який покриває вольфове тіло у його краніальній частині, поглиблюється, утворюючи подовжній жолобок; у нижній ділянці крайки жолобка змикаються і утворюють трубку, яка лежить ззовні від Вольфова канала; верхня ділянка залишається у вигляді щілини. У цілому утворюється конус, занурений у мезенхіму Вольфового тіла зі сліпим кінцем. Подальший розвиток стається шляхом зростання сліпого кінця конуса у каудальному напрямку, причому воно йде спочатку наззовні від Вольфового канала, наприкінці другого місяця повертає усередину, перетинає Вольфів канал і продовжує йти далі в каудальному напрямку, прилягаючи до Вольфового канала з протилежного боку. Мюллерові канали доходять до сечостатевого синуса (sinus urogenitalis) і відкриваються у його задню стінку на виступі між отворами Вольфових каналів — Мюллеровому горбку (tuberculum Mulleri, tuberculum sinuale).
У жіночих ембрінов наприкінці третього місяця з верхніх частин мюллерових починають утворюватися маткові труби з розширенням на верхніх кінцях; яєчники, опускаючись у таз, захоплюють їх. Нижні частини Мюллерових проток оточуються мезенхімними клітинами і утворюють непарну трубку, яка на другому місяці розділяється валиком. Верхня частина цієї трубки обростає мезенхімними клітинами, потовщується і утворює матку, а з нижньої частини розвиваються вагіна, а також покрив задньої поверхні гімена. 
У чоловічих ембріонів на третьому місяці Мюллерові канали редукуються, від них залишаються лише дві ділянки крайніх відділів: краніальні (верхні) та каудальні (нижні). Перші утворюють привіски придатка яєчка (Морганієві гідатиди), а другі оточуються передміхуровою залозою і утворюють чоловічу маточку. Припинення розвитку Мюллерових каналів у чоловічих зародків пов'язано з дією особливого антимюллерова гормону (АМГ), який синтезують клітини Сертолі. У разі порушення його функції у чоловіків зберігаються значні залишки Мюллерових каналів, що проявляється крипторхізмом, паховими грижами та безплідністю.
| Чоловічий ембріоногенез | Яєчка, розвиваючись, виробляють АМГ, що спричиняє редукцію Мюллерових каналів                          | Порушення процесу можуть призвести до синдрому постійного Мюллерова каналу.                            | Канали зникають, за винятком рудиментарної чоловічої маточки і привісків придатка яєчка. |
| Жіночий ембріоногенез   | Відсутність АМГ спричиняє розвиток Мюллерових каналів у маткові труби, матку, і значну частину вагіни. | Порушення процесу можуть призвести до відсутності матки (агенезія Мюллера) або пороків розвитку матки. | Канали перетворюються на вагіну, матку і маткові труби.                                  |

## У тварин
Мюллерові канали утворюються у зародків всіх хребетних: у селахій — через розщеплення Вольфового канала, у решти хребетних — самостійно. У птахів, плазунів та земноводних злиття Мюллерових каналів не відбувається: з кожного з них утворюється яйцевід, причому у птахів правий канал залишається недорозвиненим. У ссавців злиття відбувається по-різному. Так, в однопрохідних та сумчастих його теж не відбувається, тому самиці мають по дві вагіни та матки. У деяких плацентарних (слони, деякі гризуни) вони зростаються тільки у нижніх відділах, отже, у самиць одна вагіна при двох матках; у деяких зростання середніх відділів відбувається не повністю, їхні самиці мають матку, розділену на дві частини (хижаки, свині) або дворогу матку (копитні, комахоїдні). Тільки у небагатьох плацентарних ссавців (деякі рукокрилі, примати) існує непарна матка, аналогічна жіночій.